# 奥斯卡·路易吉·斯卡尔法罗
奥斯卡·路易吉·斯卡尔法罗（義大利語：Oscar Luigi Scalfaro，義大利語發音：[ˈɔskar luˈiːʤi ˈskalfaro]，1918年9月9日—2012年1月29日），意大利政治家和法官，曾任总统。

## 生平
斯卡尔法罗生于意大利皮埃蒙特诺瓦拉，1937年高中毕业后考入米兰天主教大学，攻读法律专业。1943年出任家乡诺瓦拉市的法官。当时诺瓦拉市处于法西斯萨洛共和国的统治之下，斯卡尔法罗虽未参加反法西斯抵抗运动，但却利用工作之便给蹲监狱的反法西斯战士以帮助。法西斯政权垮台后，斯卡尔法罗于1945年4月被任命为诺瓦拉市特别重罪法庭公诉人，审判犯有残害人民罪的法西斯分子。

## 政治生涯
1946年6月2日，决定意大利举行全民公投和制宪会议代表选举，废除了君主制，实行共和制。斯卡尔法罗当选为制宪会议代表，从此投身于政治，1848年当选议会都灵选区议员，此后连续担任天主教民主党议员40多年，一直到1992年。
1992年5月25日，斯卡尔法罗当选为意大利共和国第9任总统，28日宣誓就职，总统任期到1999年结束后自动成为议会终身参议员。

## 婚姻生活
二战期间，斯卡尔法罗失去他20岁的妻子玛丽亚·因兹塔里（Maria Inzitari），有一个女儿玛丽安娜（Marianna），此后斯卡尔法罗未再继娶。

## 去世

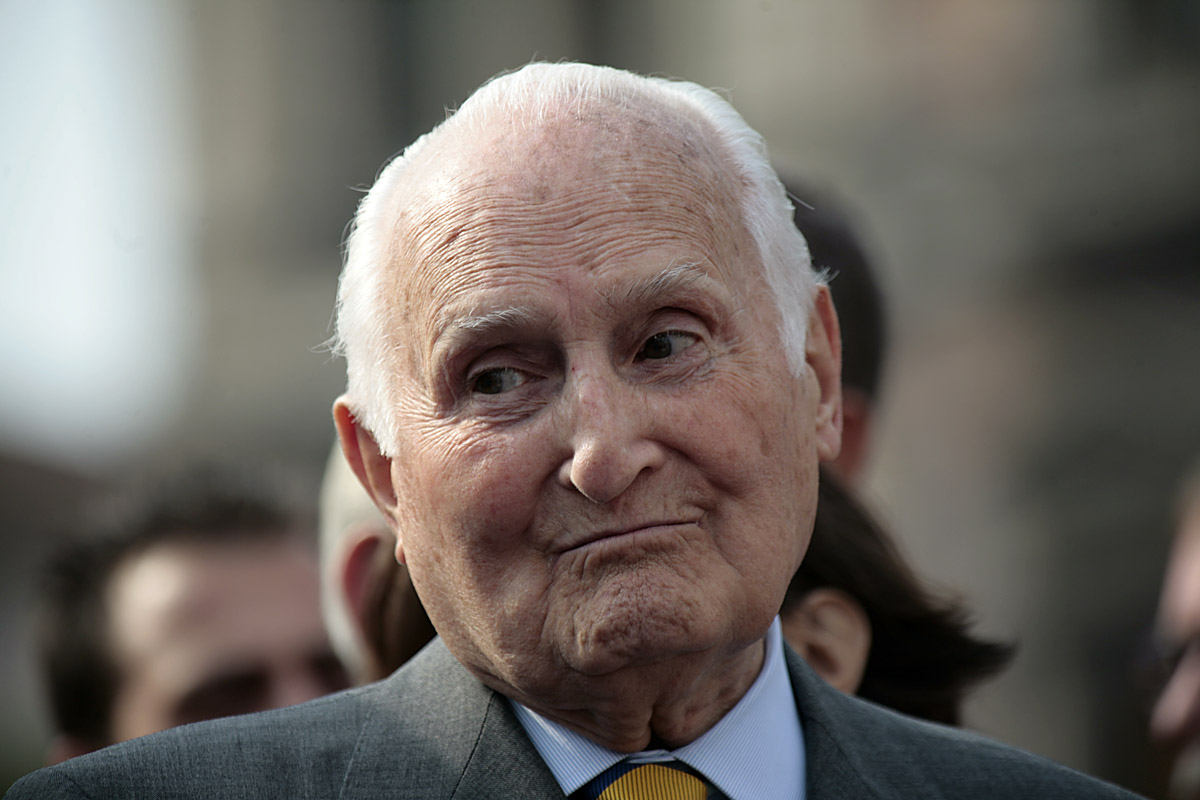
斯卡尔法罗在2009年。

2012年1月29日晚，斯卡尔法罗在罗马逝世，享年93岁，其葬礼于1月30日下午2点在罗马市中心的圣玛丽亚教堂举行。